# نوریا کابانیاس
نوریا کابانیاس  (زاده ۸ آگوست ۱۹۸۰) ژیمناست ریتمیک اهل اسپانیا بود.
از افتخارات وی میتوان به کسب مدال طلا در بخش تمام اسباب تیمی در بازی‌های المپیک تابستانی ۱۹۹۶ اشاره کرد.